# Pont de pierre (Vérone)
Pour les articles homonymes, voir Pont de pierre et Pietra.
Le pont de pierre ou Ponte Pietra est un pont routier romain, restauré à la fin du XIIIe siècle, qui franchit le fleuve Adige à Vérone, au nord de la ville.

## Histoire
Le pont de pierre, autrefois pons marmoreus  (« pont de marbre »), est le seul pont romain conservé par la cité. Le gué sur l'Adige intégré à la Via Postumia, probablement à l'origine de la fondation et du développement de la ville, fut remplacé par un pont de bois, sans doute à l'époque augustéenne, pour enfin laisser place au pont de pierre à cinq arches parvenu jusqu'à nous.
À l'époque romaine, le pont de marbre coexistait avec un autre pont d'époque républicaine, nommé pons Postumius, un peu plus en aval, qui finit par être emporté par les crues et les tremblements de terre. La présence de deux ponts voisins peut intriguer, mais peut assez bien s'expliquer : les ponts étaient situés de part et d'autre du théâtre romain de Vérone qui surplombait le fleuve et faisait face à la ville, sur l'autre rive du méandre formé par l'Adige. Une extension du théâtre donnait vue sur des joutes et des batailles navales organisées dans une retenue d'eau formée au niveau du pont Postumius, qui alimentait la ville et ses établissements thermaux en eau courante.
L'arche du côté de la cité (rive droite) a été reconstruite en 1298, par Alberto della Scala, en même temps que la tour attenante qui commandait l'entrée de la ville. Quatre des arches, détruites en 1945 lors de la retraite des troupes allemandes, furent reconstruites avec les pierres récupérées dans le lit du fleuve. Les travaux se sont achevés en 1959. L'emploi de matériaux variés, aux diverses couleurs, donnent au pont un charme pittoresque.

## Structure
Le pont de pierre, long de 95 m et large de 14 m, est constitué de cinq arches. Les matériaux utilisés sont le marbre blanc pour la partie romaine originale, et la brique rouge pour la partie reconstruite à l'époque des Scaliger. La reconstitution moderne d'après 1945 est fidèle à la structure d'origine.

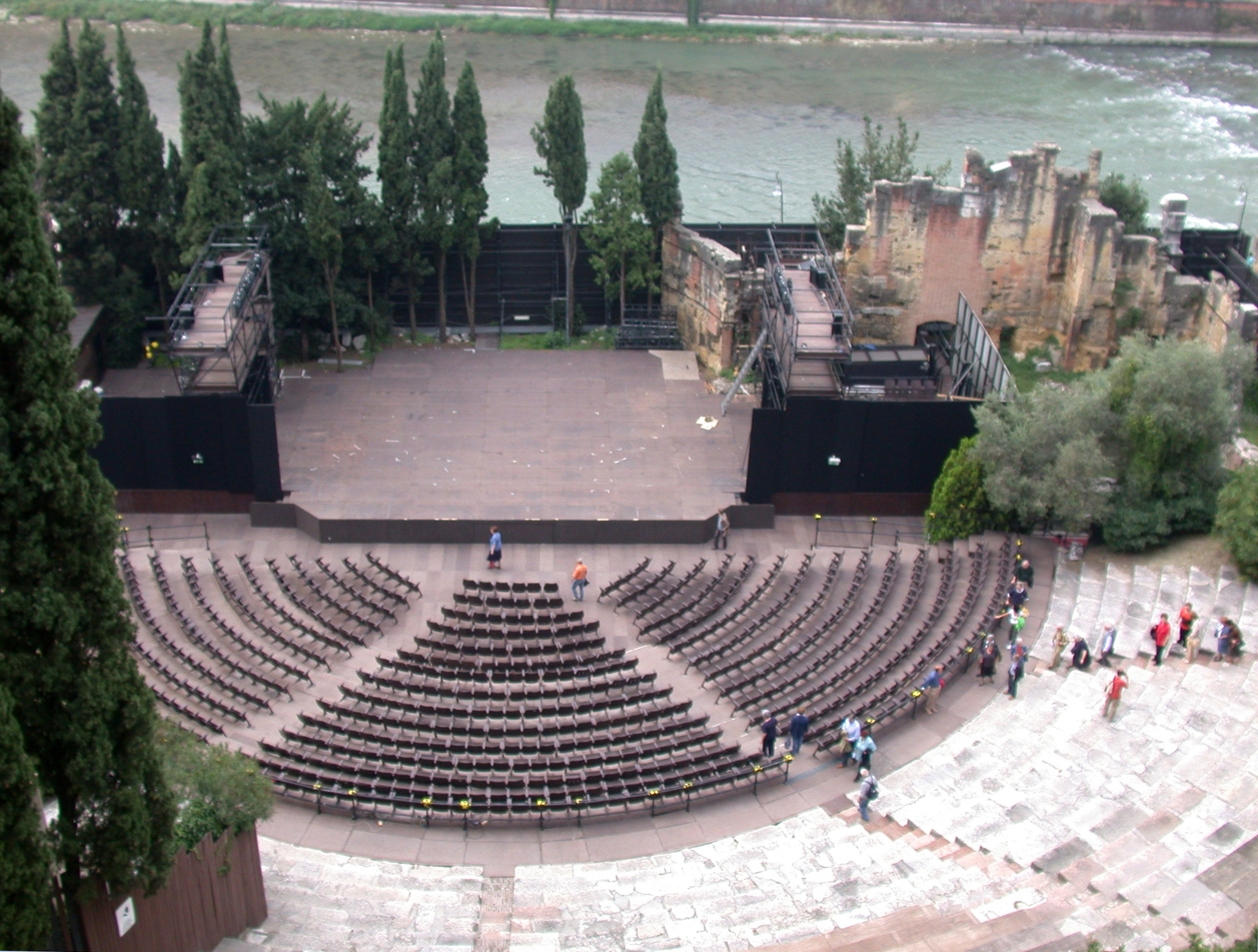
Théâtre romain de Vérone, donnant sur la retenue d'eau de l'Adige, entre les deux ponts romains.
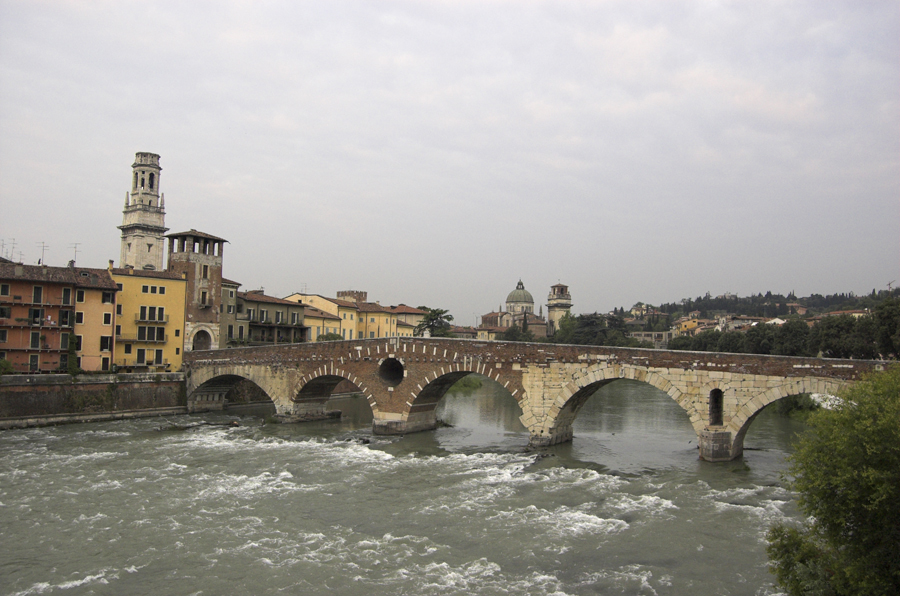
Ponte Pietra
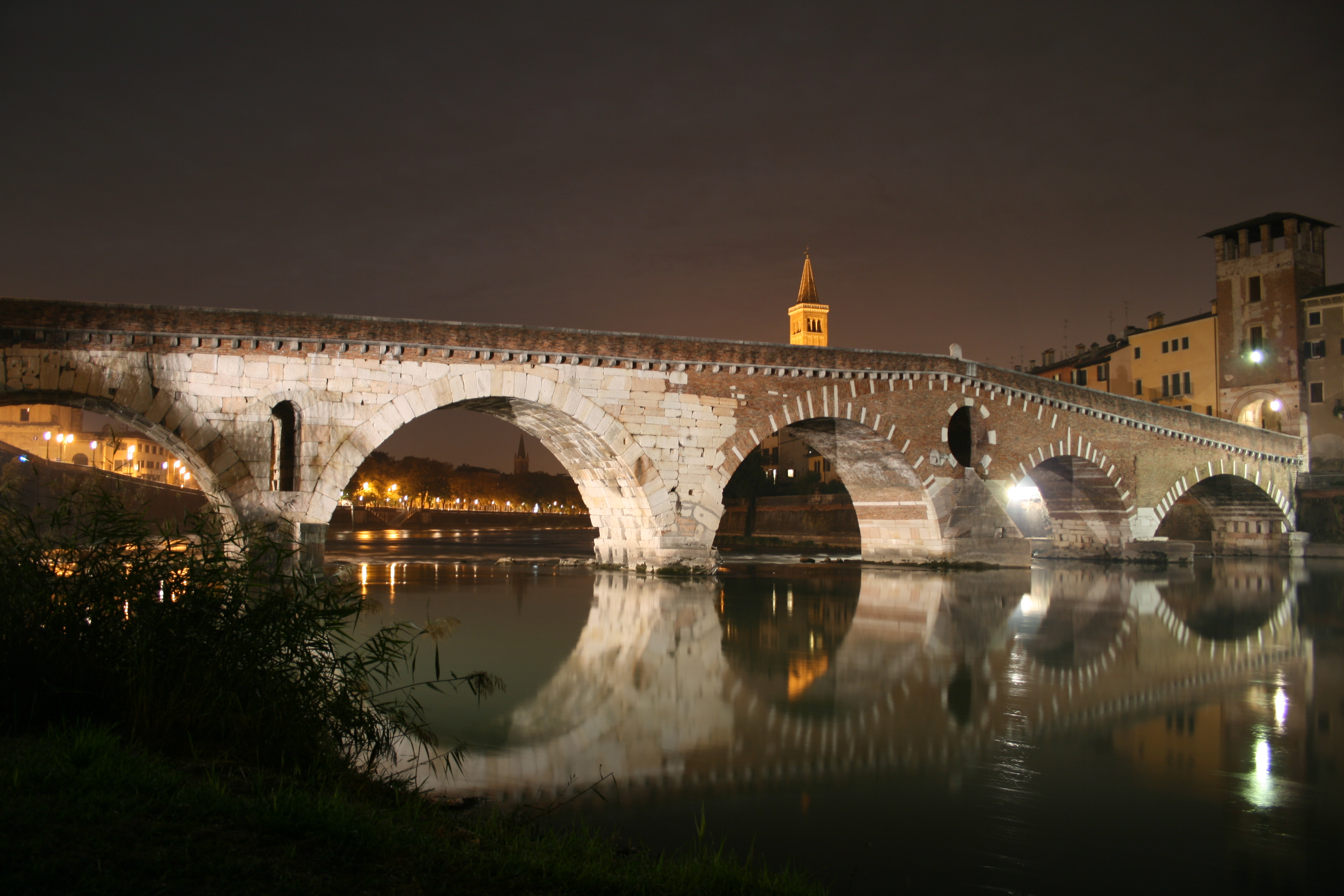
Le pont de pierre.